# Mark Sykes

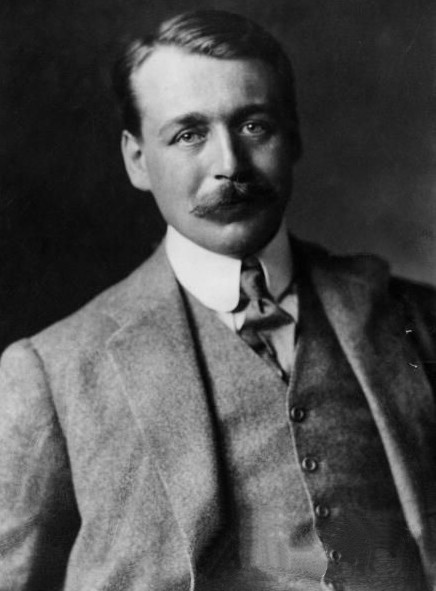
Mark Sykes.

Tatton Benvenuto Mark Sykes, född 16 mars 1879 i England, död 16 februari 1919 i Paris (i spanska sjukan), var en brittisk militär, diplomat och forskningsresande, far till författaren Christopher Sykes.
Sykes deltog 1899-1902 i boerkriget, var 1905-07 anställd som honorärattaché i Konstantinopel samt företog dessa år vidsträckta resor i asiatiska Turkiet, varvid han bland annat kartlade nordvästra Mesopotamien. Från 1911 var han ledamot av underhuset. Han blev 6:e baronet vid faderns död 1913. Bland Sykes skrifter märks Dar-ul-Islam (1904) och The Caliphs' Last Heritage (1915).
Sykes skapade under första världskriget en bataljon frivilliga, och verkade en tid som brittisk emissarie i Kaukasien och därefter i Mesopotamien. Han anlitades 1916 vid Storbritanniens hemliga förhandlingar med Frankrike om uppdelning av Turkiets syriska och mesopotamiska besittningar, och slöt i maj samma år ett fördrag rörande denna fråga med den franske diplomaten Picot, vilket fick namnet Sykes-Picot-fördraget. 